# 過捕
過捕是一種當掠食者獵殺的獵物比牠們能立即使用的還多時展現的行為。牠們可能消耗一部分，儲存或放棄獵物，這種行為已在浮游生物、豆娘若蟲、補食蟎、鼬、蜜獾、狼、虎鯨、赤狐、斑鬣狗、蜘蛛、棕熊、猞猁、貂和家貓中觀察到。這個詞是由荷蘭生物學家Hans Kruuk在研究非洲的斑鬣狗和英國的赤狐後發明的。